# Larissa Pimenta

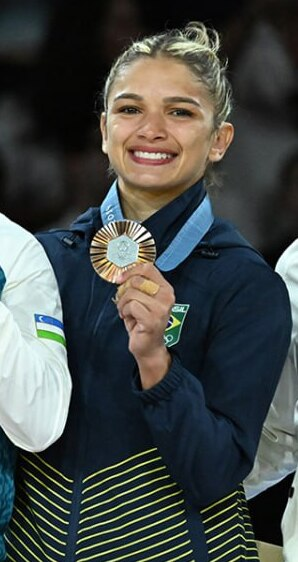
Larissa Pimenta, 2024

Larissa Pimenta (* 1. März 1999 in São Vicente) ist eine brasilianische Judoka. Sie gewann die Bronzemedaille bei den Olympischen Spielen in Paris 2024 und den Titel im Halbleichtgewicht bei den Panamerikanischen Spielen 2019.

## Sportliche Karriere
Larissa Pimenta kämpfte bis 2017 im Superleichtgewicht, der Gewichtsklasse bis 48 Kilogramm. 2016 siegte sie bei den Panamerikanischen U18-Meisterschaften, im Jahr darauf gewann sie bei den Panamerikanischen U21-Meisterschaften.
Seit 2018 kämpft sie im Halbleichtgewicht, der Gewichtsklasse bis 52 Kilogramm. 2018 siegte sie auch in dieser Gewichtsklasse bei den Panamerikanischen U21-Meisterschaften. Im Finale der Panamerikanischen Meisterschaften bezwang sie 2019 Angelica Delgado aus den Vereinigten Staaten. Drei Monate später gewann sie das Finale bei den Panamerikanischen Spielen in Lima gegen die Mexikanerin Luz Olvera.
2020 erkämpfte Pimenta eine Bronzemedaille bei den Panamerikanischen Meisterschaften. Im Jahr darauf besiegte sie im Finale Angelica Delgado. Bei den Weltmeisterschaften 2021 in Budapest schied sie im Achtelfinale gegen die Israelin Gefen Primo aus. Anderthalb Monate danach traf sie in der zweiten Runde bei den Olympischen Spielen in Tokio auf die Japanerin Uta Abe und schied aus.
Bei den Olympischen Spielen in Paris schlug sie im Kampf um Platz 3 im Golden Score die amtierende Weltmeisterin Odette Giuffrida und holte sich somit die Bronzemedaille.